# تاریخ زبان‌های ایرانی
تاریخ زبان‌های ایرانی، کتابی است که حسن رضایی باغ‌بیدی در سال ۱۳۸۸ نوشته است. این کتاب دربارهٔ تمامی زبان‌های ایرانی است.

## توضیح
کتاب تاریخ زبانهای ایرانی تازه‌ترین پژوهش درزمینهٔ این موضوع است که مؤلّف طی دو سالی که در ژاپن مشغول پژوهش بوده، نوشته است.
دکتر رضائی باغ‌بیدی در پیشگفتار کوتاه خود می‌نویسد: «همهٔ تلاش خود را به کار برده تا در این کتاب تصویری کلی، اما دقیق از تاریخ زبانهای ایرانی و ساخت دستوری آنها در اختیار خواننده قرار دهد.» نکتهٔ جالب توجّه دربارهٔ این اثر این است که مؤلف با احاطهٔ کم‌نظیر به آثار تألیف یافته در باب این موضوع به زبانهای اروپایی، از غالب آنها در پژوهش خود بهره برده است و فهرست این آثار و اطلاعات کتاب‌شناختی آنها در پایان کتاب، مرجع بسیار خوبی برای محققانی است که می‌خواهند در این زمینه پژوهش کنند؛ نیز این کتاب حاوی جدیدترین نظریات ایرانشناسان دربارهٔ زبانهای ایرانی و بررسی انتقادی این نظریات است. یکی از دشواریهای اساسی در مطالعات مربوط به این رشته – که شاید ساده جلوه کند – اصطلاحات مختلفی است که از قرن هجدهم برای خانوادهٔ این زبانها، به‌ویژه اصطلاح آریایی وضع شده است.
رضائی باغ‌بیدی در فصل دوم کتاب با عنوان زبانهای آریائی بر اساس تازه‌ترین پژوهشها این اصطلاحات را شرح می‌دهد و تقسیم‌بندیهای جدیدی از این زبانها عرضه می‌کند. در آغاز نخست این نکته را روشن می‌کند که اصطلاح زبانهای آریایی در برخی منابع قرن نوزدهم و حتی در برخی پژوهشهای جدید ایرانیان به غلط برای خانوادهٔ بزرگ هند و اروپایی به کار رفته است. زبانهای آریایی شاخه‌ای از خانوادهٔ بزرگ زبانهای هند و اروپایی را تشکیل می‌دهند و همهٔ زبانهای آریایی بازماندهٔ زبانی باستانی هستند که می‌توان آن را آریایی آغازین نام نهاد. آریایی آغازین زبان گروهی از مهاجران هند و اروپایی بود که در هزارهٔ سوم پیش از میلاد در دشتهای آسیای مرکزی اقامت گزیدند. آریاییان پس از حدود ۱۹۰۰ق. م به دو گروه بزرگ «هند و آریایی» و «ایرانی» تقسیم شدند. دسته‌ای از هند و آریاییان در آسیای صغیر و بین‌النهرین ساکن شدند و کشفیات اخیر زبان‌شناختی احتمال وجود دسته‌ای دیگر از آنها را در شمال دریای سیاه نیز تقویت کرده است، ولی هستهٔ اصلی این قوم در فاصلهٔ سالهای ۱۷۰۰ و ۱۲۰۰ ق. م به شبه قارّهٔ هند رفتند. اقوام ایرانی نیز در اواخر هزارهٔ دوم و اوایل هزارهٔ نخست قبل از میلاد به ایران آمدند. در بارهٔ زبانهای این اقوام چنین آمده است که زبان آریایی آغازین نخست به دو شاخهٔ نورستانی آغازین و هند و ایرانی آغازین تقسیم شد و زبان هند و ایرانی آغازین نیز مادر همهٔ زبانهای ایرانی، «هند و آریایی» و دَردی بوده است.
در فصل سوم دربارهٔ زبان ایرانی آغازین بحث شده است. این زبان در واقع مادر همهٔ زبانهایی است که تحت عنوان زبانهای ایرانی باستان، زبانهای ایرانی میانه و زبانهای ایرانی نو می‌شناسیم. در فصلهای بعدی کتاب اطلاعات ارزشمندی دربارهٔ این زبانها و آثار بازمانده از آنها ارائه شده است. گذشته از پژوهشهای اروپاییان، استفادهٔ مؤلف از نوشته‌های جدید کشف شده به زبانهای ایرانی (از جمله اسناد و مدارک جدید به دست آمده از زبان بلخی)، از امتیازات مهم کتاب مورد بحث است.